# 大叶堇菜
大叶堇菜（学名：Viola diamantiaca）为堇菜科堇菜属的植物。分布在朝鲜以及中国大陆的辽宁等地，生长于海拔100米至800米的地区，多生长在山地阔叶林下和林缘腐殖质土层较浅而有，目前尚未由人工引种栽培。